# Čazma
Čazma (lat. Chasma, mađ. Csázma, davno Csezmice) je grad u središnjoj Hrvatskoj, u Bjelovarsko-bilogorskoj županiji.

## Gradska naselja
U sastavu grada nalazi se 36 naselja (stanje 2006.), to su: Andigola, Bojana, Bosiljevo, Cerina, Čazma, Dapci, Dereza, Donji Draganec, Donji Dragičevci, Donji Lipovčani, Donji Miklouš, Gornji Draganec, Gornji Dragičevci, Gornji Lipovčani, Gornji Miklouš, Grabik, Grabovnica, Komuševac, Marčani, Martinac, Milaševac, Novo Selo, Općevac, Palančani, Pavličani, Pobjenik, Pobrđani, Prnjarovac, Prokljuvani, Siščani, Sovari, Suhaja, Vagovina, Vrtlinska, Vučani i Zdenčec.

## Zemljopis
Čazma je smještena 60 km jugoistočno od Zagreba i 30 km od Bjelovara na obroncima Moslavačke gore. Kroz grad Čazmu protječe rijeka Česma.

## Stanovništvo
Do novog teritorijalnog ustrojstva Hrvatske, postojala je bivša velika općina Čazma, koja je imala sljedeći etnički sastav:
| godina popisa | ukupno | Hrvati           | Srbi          | Jugoslaveni  | ostali       |
| ------------- | ------ | ---------------- | ------------- | ------------ | ------------ |
| 1991.         | 15 263 | 13 897 (91,05 %) | 685 (4,48 %)  | 234 (1,53 %) | 447 (2,92 %) |
| 1981.         | 16 632 | 14 703 (88,40 %) | 779 (4,68 %)  | 884 (5,31 %) | 266 (1,59 %) |
| 1971.         | 18 487 | 17 013 (92,02 %) | 1116 (6,03 %) | 168 (0,90 %) | 190 (1,02 %) |

Po popisu iz 2001. godine, područje grada Čazme imalo je 8895, a prema popisu iz 2011. godine 8077 stanovnika.

### Čazma (naseljeno mjesto)
- 1971. – 1754 (Hrvati – 1564, Srbi – 90, Jugoslaveni – 56, ostali – 44)[5]
- 1981. – 2489 (Hrvati – 2015, Jugoslaveni – 354, Srbi – 66, ostali – 54)
- 1991. – 2785 (Hrvati – 2540, Srbi – 86, Jugoslaveni – 69, ostali – 90)
- 2001. – 2878
- 2011. – 2801[4]
- 2021. – 2424

| broj stanovnika | 7412  | 7637  | 8310  | 9196  | 10459 | 11286 | 10925 | 12381 | 12365 | 12636 | 11160 | 9745  | 9284  | 8862  | 8895  | 8077  | 6930  |
|                 | 1857. | 1869. | 1880. | 1890. | 1900. | 1910. | 1921. | 1931. | 1948. | 1953. | 1961. | 1971. | 1981. | 1991. | 2001. | 2011. | 2021. |

| broj stanovnika | 489   | 562   | 657   | 695   | 918   | 1011  | 961   | 1137  | 1197  | 1325  | 1353  | 1754  | 2489  | 2785  | 2878  | 2801  | 2417  |
|                 | 1857. | 1869. | 1880. | 1890. | 1900. | 1910. | 1921. | 1931. | 1948. | 1953. | 1961. | 1971. | 1981. | 1991. | 2001. | 2011. | 2021. |

## Gradska uprava
Tijela grada Čazme jesu i Gradsko vijeće i gradonačelnik.

## Povijest
Smatra se da je Čazma osnovana 1226. kad je biskup Stjepan II. Babonić osnovao župu iako se Čazma spominje kao posjed zagrebačkog biskupa u Felicijanovoj ispravi o osnutku Zagrebačke biskupije 1094.
1094. godine u Zagrebu je osnovana biskupija. 1101. ugarski kralj Koloman sklopio je s hrvatskim velikašima ugovor na Dravi. Po tom sporazumu Hrvati slobodno biraju Kolomana za svog kralja, Hrvatska ostaje slobodna zemlja, i samo je preko kralja povezana s Ugarskom. Kralj Koloman obavlja kraljevsku vlast u Hrvatskoj i to dvjema cestama koje se po njemu dugo zovu Kolomanove ceste.
Prva takva cesta vodi preko Drave, preko Križevaca, Vrbovca i Zagreba prema moru i Rijeci, a druga od Koprivnice, preko Jagnjedovca, Rovišća, Čazme, Siska i Topuskog do Knina i Splita. Ova je druga Kolomanova ili čazmanska cesta važnija, jer bolje povezuje sjevernu i južnu Hrvatsku.
Zagrebački biskup Stjepan II. (1227. – 1247.) na mjestu današnje Čazme, na spomenutovoj Kolomanovoj cesti osnovao novo naselje koje je nazvao Nova Čazma. Biskup Stjepan II. vrlo je brzo shvatio da je Čazma prirodni centar Zagrebačke biskupije pa je stoga smatrao, da je lakše upravljati biskupijom iz Čazme nego iz Zagreba. Radi uprave biskupije i posjeda sagradio je u Novoj Čazmi biskupski dvor, koji je kasnije postao tvrđava za obranu od Turaka. 1228. biskup u grad dovodi opatice norbetinke (monijalke) koje su otvorile školu za žensku mladež. 1229. dovodi dominikance koji grade samostan južno od crkve sv. Marije Magdalene i ivanovce koji imaju crkvu sv. Ivana Evanđelista i hospital sv. Kuzme i Damjana. 1232. Stjepan II. uredio je u Novoj Čazmi zborni kaptol sv. Duha s 12 kanonika te pripadajućim službama. Crkva kaptola bila je u utvrdi grada. Dokaz o osnutku Zbornog kaptola u Čazmi povelja je biskupa Stjepana II. Povelja je postala statut ili zakon za život i djelovanje čazmanskog kaptola. Prema nekima i herceg Koloman je stolovao u Čazmi.
Zborni kaptol u Čazmi obavljao je svoju crkvenu, vjersku dužnost, ali je stoljećima bio i vjerodostojno mjesto (locus credibilis) – institucija koja je sastavljala i ovjeravala razne vrste dokumenata. 1290. je Čazma postala i slobodno trgovište (libera villa Chasmensis). Stoljećima je Čazma zahvaljujući postojanju Kaptola te djelovanju redovničkih zajednica bila sjedište pismenosti i kulture središnje Hrvatske. Osim toga, bila je i vrlo lijepo izgrađen grad s najsjajnije izgrađenom biskupovom palačom te drugim sakralnim i svjetovnim građevinama. Osim kaptolske crkve sv. Duha, dominikanske crkve sv. Marije Magdalene i crkve sv. Ivana, u Čazmi je bila i župna crkva sv. Katarine i crkva sv. Andrije. Na nekoliko kilometara od Čazme bile su: crkva sv. Vida u Grabovnici, crkva sv. Marije u Dragancu, crkva sv. Petra i Pavla u Bijeniku (današnjem Pobjeniku), crkva sv. Martina u Martincu te druge kapele i crkve.
Čazmu je kao biskupovo sjedište branilo i nekoliko visinskih i nizinskih utvrda: Gumnik i Jelajgrad (u Bosiljevu), Svibovec u Narti, utvrde na Moslavačkoj gori (Garić grad, Jelengrad, Košutgrad) te brojne manje utvrde u nizinama te na obroncima oko Čazme. Uz biskupove vazale, postojali su u Čazmi slobodni građani koji su imali svoju gradsku upravu – magistrat.
Kaptol je opstao do 1537. godine, a sasvim ga uništava Malkoč-beg, sedam godina nakon što su Turci zauzeli Čazmu. 1552. Čazma pada pod tursku vlast. Za njihove je vlasti Čazma bila središtem istoimenog sandžaka. Središte sandžaka je 1595. preseljeno u Pakrac. Turska je vlast potrajala do 1606. Mirom na ušću rijeke Žitve.Nakon oslobođenja, hrvatski plemenitaš Toma Erdödy je obnovio biskupski kaštel u Čazmi. Tada je počelo ponovno naseljavanje čazmanskog prostora.
Većina stanovništva činili su Predavci iz okolice Ivanića koji su naseljavani u predgrađe. Za vrijeme velikih ratova s Turcima koncem 17. st. počelo je naseljavanje višeg planinskog okvira. Tako su ljudima iz kalničke Podgorine, Polonja, Turopolja, Križa, Dubrave, Gradca i Ivanića naseljena sela: Bojana, Miklouš, Suhaja, Križic, Babinac, Martinac, Petrička, Samarica i Šimljanik. Osnovane su i katoličke župe te Čazma opet postaje arhiđakonat (kao i prije Turaka). Naseljavanje nastavlja se u 18. st. kada ljudi dolaze iz Zagorja.
Čazma je bila pod upravom Vojne krajine do ukidanja 1871. i pripojenja krajine Banskoj Hrvatskoj. U to vrijeme se Čazma razvila kao trgovište i sjedište kotarske oblasti (od 1892.). Čazma se u potpunosti transformirala (ne pozitivno u usporedbi s predturskom dobi) i poprimila današnji oblik. Pravci cesta (istok-zapad) su utvrđeni, dovršeno je naseljavanje, uvedene nove kulture (dud, krumpir) i proširene su upravne funkcije. U razdoblju od 1770. do 1961. stanovništvo se udvostručilo. Krajiške vlasti potiču gajenje dudova svilca, pčela, razvoj konjogojstva i šumarstva. Za to vrijeme je Čazma bila gusto naseljen kraj. Nakon ukidanja Vojne krajine bilo je i doseljavanja Čeha i Mađara. Promet nije razvio grad jer je Čazma izolirana, pogotovo izgradnjom pruge Ivanić-Grad – Bjelovar. Grad je izgubio na prometnoj važnosti dok su Bjelovar, Ivanić-Grad i Popovača dobili. Tako je Čazma od regionalnog centra postala manje mjesto.
Čazma je nakon ukidanja Vojne krajine postala dio Bjelovarsko-križevačke županije koja je bila najmnogoljudnija i najveća u Hrvatskoj. 1918. stanovništvo se smanjuje zbog Španjolske gripe i 1. svjetskog rata. 1924. g. županija se ukida i Čazma postaje dio Osječke oblasti. U vrijeme Kraljevine Jugoslavije Čazma je bila uporište HSS-a, čija se popularnost nastavlja do danas.
U Drugom svjetskom ratu, za vrijeme NDH Čazma je bila središte kotara. U bitci za Čazmu 28. – 30. studenog 1943. jugoslavenski partizani su zauzeli grad. U borbi su sudjelovali: 28. partizanska udarna divizija, Bjelovarski, zagorski i zagrebački odred, Moslavački odred, Prva moslavačka brigada, Prvi bataljon moslavačkog odreda.
U Jugoslaviji se Čazma industrijalizirala. 1947. osnovana je danas najveća firma, Čazmatrans. Počeli su negativni demografski trendovi koji traju do danas.
19. svibnja 1991. godine Hrvati su se opredijelili za samostalnu Republiku Hrvatsku, pa tako i u Čazmi. Prvo agresijom JNA na Sloveniju, pa onda i na Hrvatsku počinje Domovinski rat, gdje je Čazma dala svoj doprinos. 24. lipnja 1991. Policijske čete Čazma prelaze u Rezervni sastav Zbora narodne garde. Tako je formalno počelo osnivanje bojne pješaštva u Čazmi, koje je omogućilo snažno domoljubno raspoloženje u gradu, kao i potreba za zaštitom vlastitog doma. Prešlo je 136 policajaca. Formirana je i Narodna zaštita, čiji su članovi bili osposobljavani po programu Ministarstva obrane. Provjerena je ugroženost od ratnih opasnosti, postavljeni su voditelji skloništa te su ažurirani Plan pripravnosti, Plan mobilizacije i upotrebe civilne zaštite. Sve je to obavljala Civilna zaštita. Općinski stožer civilne zaštite predao je svoju opremu Hrvatskoj vojsci i Narodnoj zaštiti. Osnovan je Općinski krizni štab. 7. kolovoza 1991. formirano je Zapovjedništvo pričuvne 105. brigade Zbora narodne garde, koje je popunjavano ljudstvom iz Čazme, Bjelovara i Đurđevca. U Čazmi je tijekom rata zbrinuto 568 prognanika (vjerojatno je bilo i više, jer neki nisu prijavljeni), a prvi su stigli 12. kolovoza 1991. iz Gline i Petrinje. Zračna opasnost u Čazmi bila je oglašena 27 puta. 28. rujna 1991. donesena je Odluka o formiranju vojnog zapovjedništva Općine Čazma. Iz Čazme je 22 poginulih ili nestalih branitelja.
Krajem travnja 2025., tijekom zemljanih radova energetske obnove Gradskoga muzeja pronađeni su ostatci zida čazmanske biskupske utvrde iz 13. stoljeća.

## Gospodarstvo
Gospodarstvo se temelji na malim poduzećima te na poljoprivredi jer je Čazma smještena u ruralnoj okolici. Najvažnije poduzeće je prijevoznička firma "Čazmatrans".

## Poznate osobe
- Šimun Erdődy, hrvatski ban (1530. – 1534.) i zagrebački biskup (1518. – 1543.).
- Stjepan Babonić, hrvatski biskup
- Šimun Bakač, hrvatski biskup
- Luka Baratin, hrvatski biskup
- Đuro (Gjuro) Šurmin, hrvatski povjesničar, književni kritičar i političar.
- Slavko Kolar, hrvatski književnik
- Ivan Česmički (Janus Panonius), hrvatski književnik
- Anton Cetin, rodom iz obližnje Bojane, hrv., fra. i kan. likovni umjetnik
- Franjo Matešin, hrvatski slikar iz Bojane
- Ivo Horvat, hrvatski botaničar
- Ivo Serdar, hrvatski glumac
- Aleksandar Marks, hrvatski slikar
- Vlado Franjević, hrvatski slikar
- Matko Antolčić, hrvatski slikar
- Zdenka Pozaić, hrvatska grafičarka
- Eugen Dabac, hrvatski pedagog
- Ivo Dubravec, hrvatski agronomski stručnjak, sveučilišni profesor
- Zlata Gjungjenac, hrvatska operna pjevačica
- Marijan Kalivoda, hrvatski veterinarski stručnjak, sveučilišni profesor
- Josip Hendeković, hrvatski fizičar
- Franjo Ivaniček, hrvatski antropolog

## Spomenici i znamenitosti
Svake godine se održava supermaraton Zagreb-Čazma, popularno zvan "Od zagrebačkog do čazmanskoga kaptola".
- Čazma: Crkva sv. Marije Magdalene
- Grabovnica: Božićna bajka, turistička manifestacija
- Bojana: Galerija Matašin i bojani Božić u Bojani na imanju akademskoga slikara Franje Matašina

## Kultura
Povijesne isprave iz 14. stoljeća navode nekolicinu crkava u Čazmi, od kojih je ostala samo crkva sv. Marije Magdalene. Crkva je bila građena u romanično-gotičkom stilu, a kasnije nadogradnje i obogaćivanje inventara su joj dale i barokne elemente.
- galerija Antona Cetina
- spomen-izložba hrvatskog botaničara Ive Horvata
- Gradska knjižnica Čazma[15]

## Šport
- streljačko društvo „Čazmatrans”
- streljačko društvo „Budućnost”
- MOK Čazma[16]
- Teniski klub Česma
- Karate klub Sokol
- NK Čazma
- RK Čazma

Od 1976. održava se utrka Supermaraton Zagreb – Čazma poznata i kao «Od Kaptola do Kaptola» jer joj je start na Zagrebačkom, a cilj na Čazmanskom kaptolu.

## Galerija
- Crkva sv. Marije Magdalene, Čazma
- Obnovljena zapadna strana crkve sv. Marije Magdalene
- NOR spomenik, Čazma
- Jedno od mnogih jezera nastalo kanaliziranjem rijeke Česme u 20. st.
- Česma prolazi kroz Čazmu
- Vatrogasni dom Čazma
- Edo Murtić mozaik u Čazmi
- Edo Murtić mozaik u Čazmi
- Ostatci utvrde, odnosno biskupskog dvora, u Čazmi

## Vanjske poveznice
|  | Portal Hrvatske: pristup člancima s tematikom o Hrvatskoj |